# Ratusz w Kownie
Niektóre z zamieszczonych tu informacji wymagają weryfikacji.
Dokładniejsze informacje o tym, co należy poprawić, być może znajdują się w dyskusji tego artykułu.
 Po wyeliminowaniu niedoskonałości należy usunąć szablon [[Szablon:Dopracować|]] z tego artykułu.

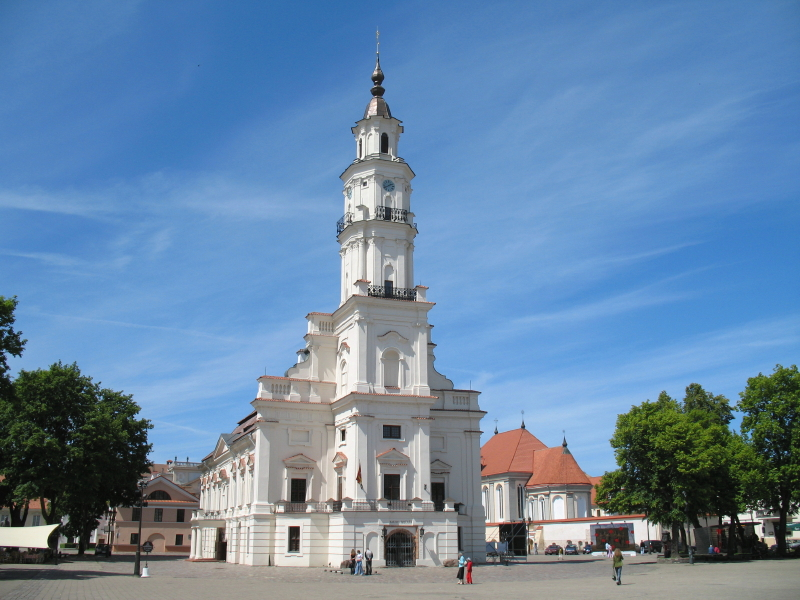
Kowieński Ratusz w 2006 roku

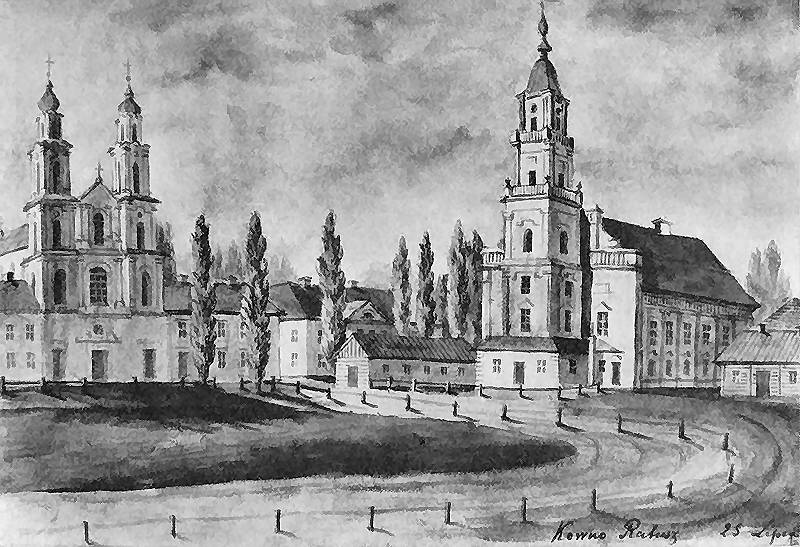
Ratusz na grafice Napoleona Ordy z XIX wieku

Ratusz w Kownie (lit. Kauno rotušė) – ratusz w Kownie, na Starym Mieście, przy pl. Ratuszowym, pochodzący z XVI wieku, popularnie nazywany przez kownian "białym łabędziem". Liczy 53 metry wysokości.
Został wzniesiony w 1542 roku jako niski nieotynkowany budynek pozbawiony wieży. W latach 1771–1780 gmach przebudował architekt Jan Mattekier w stylu eklektycznym.
W 1824 roku w ratuszu umieszczono cerkiew prawosławną, następnie dowództwo kowieńskiej artylerii. Czternaście lat później roku budynek przekształcono w carską rezydencję, przebudowując go w stylu klasycyzmu z elementami gotyckimi i barokowymi. Przez jakiś czas działał tu teatr, a od 1869 roku do I wojny światowej rosyjska administracja Kowna.
Po uzyskaniu przez Litwę niepodległości ratusz dalej mieścił władze miejskie. Po 1945 roku zakwaterowano tu kowieński oddział Archiwum Państwowego Litewskiej SRR, przez jakiś czas z pomieszczeń budynku korzystała też Kowieńska Politechnika (1951–1960).
Obecnie znajduje się tu muzeum ceramiki. W październiku 2003 roku obiekt został wpisany na listę architektonicznego dziedzictwa Litwy.